# Битка код Драча (1081)
Битка код Драча вођена је 18. октобра 1081. године између Нормана под Робертом Гвискаром на једној и Византијског царства под Алексијем Комнином на другој страни. Битка је део Византијско-норманских ратова, а завршена је победом Нормана.

## Увод
Роберт Гвискар је покренуо велики поход на Византију са циљем да освоји Цариград. Као повод му је послужио пуч којим је Алексије почетком године свргнуо цара Никифора III, вереника његове кћери Хелене. Иако је норманска флота неколико пута нападана од стране византијских савезника Млечана, она је успела пребацити Роберта на Балканско полуострво. Уследила је опсада Драча, стратешки важног града и средишта византијске Илирије. Када је Алексије покушао да деблокира град, уследилаје битка.

## Битка
Византијска Варјашка гарда успела је да разбије норманско лево крило, али је приликом гоњења одсечена од главнине те је потпуно уништена. У међувремену су Нормани разбили византијски центар те довели до потпуног пораза Византије. Алексијеви војници су се дали у масован бег. Сам Алексије је тешко рањен. Драч се предао неколико месеци касније, а Нормани освајају већи део данашње Албаније и северне Грчке.